# Frans Hendrik Breukelman

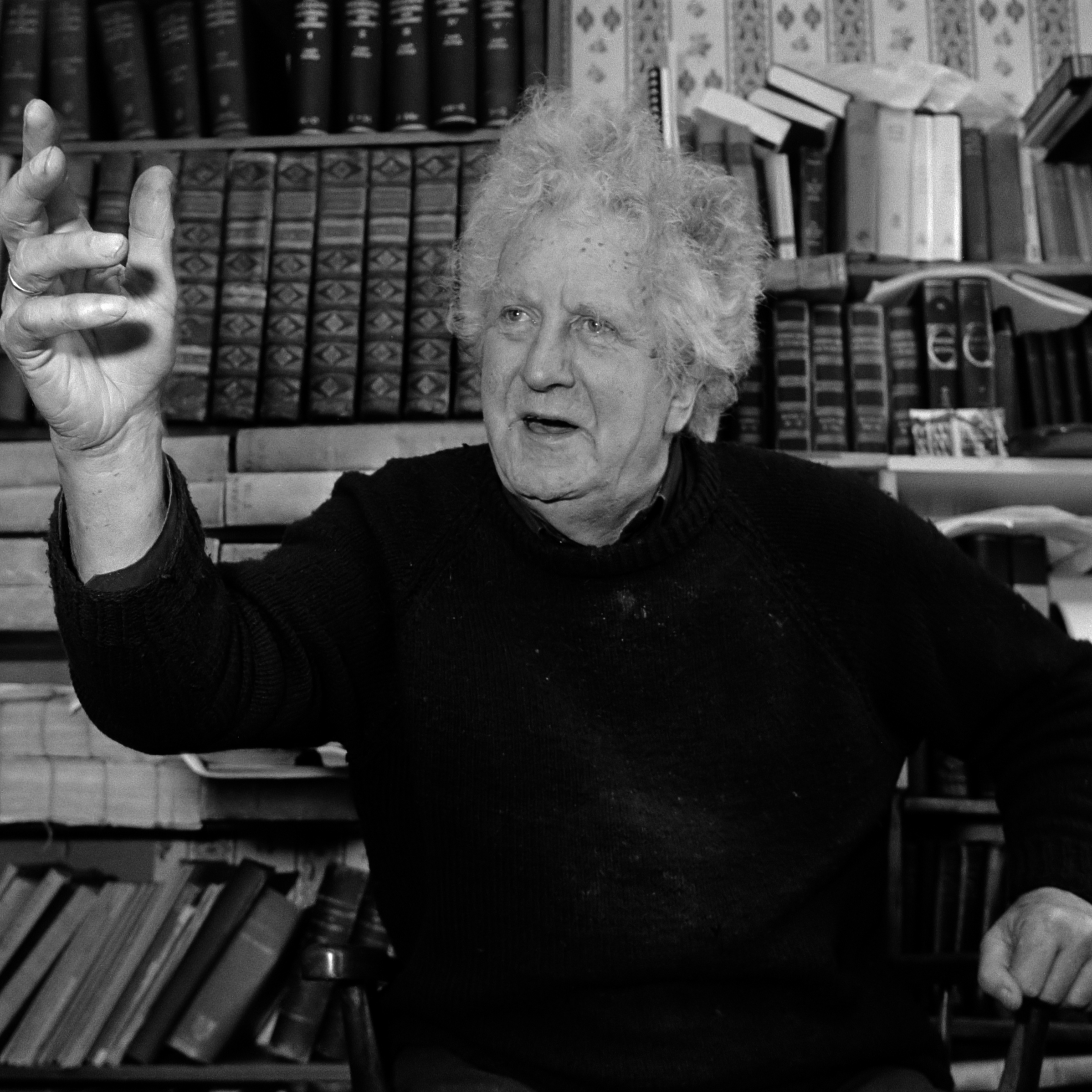
Frans Breukelman (1988)

Frans Hendrik Breukelman (* 1. Dezember 1916 in Rotterdam; † 28. Juni 1993 in Amsterdam) war ein niederländischer reformierter Theologe, Pfarrer und Theologieprofessor. Zusammen mit Martinus Adrianus Beek (1909–1987) gilt er als Mitbegründer der Amsterdamer Schule, die Einfluss bis nach Westdeutschland, Berlin und Prag hatte. In seiner Theologie wurde Breukelman stark von Karl Barth, Kornelis Heiko Miskotte, Martin Buber und Franz Rosenzweig beeinflusst. In seinem Hauptwerk Biblische Theologie, das mehrere Bände umfasst, begründete er seine Voraussetzungen der Bibelauslegung (Hermeneutik), erläuterte er die strukturbildenden Grundbegriffe des Alten Testaments und legte das Genesis-, das Exodusbuch, die Psalmen und das Matthäusevangelium aus. Die Evangelien seien primär vom Tenach, der Alten Testament, her zu verstehen.

## Leben
Frans Hendrik Breukelman wurde in Rotterdam geboren. Seine Kindheit und Jugend wurden stark von der Erbkrankheit Chorea Huntington seines Vaters, der Depressionen seiner Mutter und dem Suizid eines Cousins mitbestimmt. Er besuchte das freisinnig-christliche Gymnasium in Den Haag und machte das hbs-B-Diplom 1934 und die Matura 1936. Im gleichen Jahr begann er mit dem evangelischen Theologiestudium in Leiden, das ihn aber nicht wirklich erfüllte. Am 11. Dezember 1941 wurde er Vikar (Hilfsprediger) in Rijnsburg bei Gerrit Cornelis van Niftrik. Am 24. Juni 1943 heiratete er  Willemijntje Cornelia genannt Mijntje Verhoog. In den Jahren von 1943 bis 1948 war Breukelman Pfarrer in Ritthem und von 1948 bis 1968 in Simonshaven. Erst durch die Lektüre der Schriften Karl Barths und Martin Bubers fand er einen persönlicheren Zugang zur Bibel und deren Auslegung. Der extravertierte, wortgewaltige Breukelman mochte Kontroversen, deshalb publizierte er nach dem Erscheinen der neuen niederländischen Bibel (NBG) 1951 kritische Artikel in der Zeitschrift In de Waagschaal, die Kornelis Heiko Miskotte gegründet und herausgegeben hatte. So wurde er unter Theologen und Theologiestudierenden in den Niederlanden bekannt. Im Jahr 1968 wurde als wissenschaftlicher Mitarbeiter und Dozent für Dogmatik und Hermeneutik an die theologische Fakultät der Universität von Amsterdam berufen. Zuerst war er am Lehrstuhl Van Niftrik und später bei E. J. Beker tätig. Auch nach seiner Emeritierung im Jahr 1981 blieb er als theologischer Forscher und Lehrer sehr aktiv und lebendig, bis er im Jahr 1993 in Amsterdam starb.

## Sein Hauptwerk: Biblische Theologie
Ab 1980 erschienen seine ersten Schriften der Bijbelse theologie (Biblische Theologie, kurz BT). Es waren damals nur 25 bis 30 Hefte cahiers. Verschiedene Studien zur Biblischen Theologie wurden erst später in drei Bänden (BT I, II und III) veröffentlicht. Zu Beginn legte Breukelman seine hermeneutischen Voraussetzungen und Methoden dar. Er plädierte dabei für eine philologisch-konkordante Übersetzung, die zudem die Kolometrie, die Gliederung nach Atemeinheiten, beinhaltete. Anschließend folgten Studien zum Genesisbuch. Er sah das alttestamentliche Buch Genesis als literarische Einheit an, die anhand der Überschriften komponiert wurde: Das sind die Geschlechterfolgen...; Gen 2:4, 5:1, 11:27, 25:19, 37:2. Elf biblische Grundbegriffe bestimmen die Struktur der biblischen Verkündigung: שֵׁמוֹת (Namen, Akteure), דְּבָרִים (Worte, Geschehen, Tat), יָמִים (Tage, Zeit), הָאָרֶץ תַחַת הַשָּׁמַיִם (die Erde unter dem Himmel), דסח (Gnade, Huld, Liebe, Solidarität), תמא (Treue), טפשמ (Recht, Gebot), הקדצ (Bewährung, Gemeinschaftstreue, Gerechtigkeit, Wahrhaftigkeit), הושי (Befreiung), םולש (Frieden).

### Stiftung Breukelman
Nach seinem Tod wurde die Stiftung Breukelman in Hoorn ins Leben gerufen, die sich seinem weitgehend noch unveröffentlichten Werk widmete. Heute kümmert sich die Nieuwe Bijbelschool um seinen Nachlass.
Ein vierter Band wurde redaktionell bearbeitet und konnte herausgegeben werden (BT IV).
Die vier Teilbände der biblischen Theologie gliedern sich wie folgt:

### Biblische Theologie Band I (BT I)
- Schrift-lezing: een verhandeling over de kolometrische weergave van bijbelse teksten als hulp bij het lezen en als grondslag vor de exegese, BT I/1. Kok, Kampen Kok, 1980. ISBN 978-90-242-0914-9 (Nur niederländisch, deutsch übersetzt: Schriftlesung. Abhandlung über kolometrische Darstellung biblischer Texte als Basis der Exegese)
- "De theologie van het eerstelingschap van Israel temidden van de volkeren op de aarde als thema van „het boek van de verwerkkingen van Adam, de mens“, BT I/2. Kok, Kampen, 1992. ISBN 978-90-242-6181-9 (Nur niederländisch, deutsch übersetzt: Die Theologie des Buchs Genesis: Die Erstlingsschaft Israels inmitten der Völker auf der Erde als Thema des Buchs von den Zeugungen Adams, des Menschen)
- Ouvertures van Genesis, BT I/3. Kok, Utrecht, 2010. ISBN 978-90-435-1867-3 (Nur niederländisch, deutsch übersetzt: Eröffnung der Genesis)

### Biblische Theologie Band II (BT II)
Studien über die Grundworte und den Exodus umfassen:
- Debharim: Der biblische Wirklichkeitsbegriff des Seins in der Tat, BT II. Kok, Kampen, 1998. ISBN 978-90-242-6158-1
- Sjemot: de eigen taal en de vertaling van de Bijbel, BT II/2. Kok, Kampen, 2009. ISBN 978-90-435-1705-8 (nur niederländisch, deutsch: Namen: Die Sprache und die Übersetzung der Bibel)

### Biblische Theologie Band III (BT III)
Studien über das Matthäusevangelium umfassen:
- De theologie van de evangelist Mattheüs: de ouverture van het Evangelie naar Mattheüs. Het verhaal over de génesis van Jezus Christus (Mattheüs 1,1 – 2,23)  BT III/1. Kok, Kampen, 1984. ISBN 978-90-242-0721-3 (Nur niederländisch, deutsch: Die Theologie des Evangelisten Matthäus: Der Anfang des Evangeliums nach Matthäus. Die Geschichte über die Entstehung von Jesus Christus; Matthäus 1,1 – 2:23)
- De theologie van de evangelist Matteüs: het evangelie naar Matteüs als „Die Heilsbotschaft vom Königtum“, BT III/2. Kok, Kampen, 1996. ISBN 978-90-242-6195-6 (nur niederländisch, deutsch: Die Theologie des Evangelisten Matthäus: Das Evangelium nach Matthäus als “Die Heilsbotschaft vom Königtum”)
- De theologie van de evangelist Matteüs: de finale van het evangelie naar Matteüs, BT III/3. Kok, Kampen, 2012. ISBN 978-90-435-1547-4 (nur niederländisch, deutsch: Die Theologie des Evangelisten Matthäus: Der Schluss des Evangeliums nach Matthäus)

### Biblische Theologie Band IV (BT IV)
Systematisch-theologische Studien umfassen:
- De structuur van de heilige leer in de theologie van Calvijn, BT IV/1. Bearbeitung: Rinse Reeling Brower. Kok, Kampen, 2003. ISBN 978-90-435-0655-7 (nur niederländisch, deutsch: Die Struktur der heiligen Lehre in der Theologie von Calvin)
- Theologische opstellen, verzorgd, geann., BT IV/2. Bearbeitung: L. W. Lagendijk. Kok, Kampen, 1999. ISBN 978-90-435-0068-5 (nur niederländisch, deutsch: Theologische Vorbereitungen. Darin sind Studien über Johannes Calvin, Rudolf Bultmann, Adolf von Harnack, den Heidelberger Katechismus und die reformierte Orthodoxie enthalten)